# Samsung TV Plus
Samsung TV Plus è un servizio Free to air di proprietà di Samsung Electronics. Lanciato nel 2015, attualmente è visibile solo con televisori e smartphone di marca Samsung che supportano il sistema operativo Tizen. La versione Italiana di questa piattaforma è supportata tecnicamente da Persidera per conto di Samsung Italia.

## Canali televisivi
```
Canali televisivi di Samsung TV Plus disponibili in Italia,

la lista e suscettibile di ulteriori variazioni.
```

| Numero | Nome canale                             | Tipologia                                        |
| ------ | --------------------------------------- | ------------------------------------------------ |
| 4001   | Eva Luna - La serie completa            | Telenovela                                       |
| 4002   | H2O & Friends                           | Serie TV                                         |
| 4003   | Cine Paura                              | Film Horror                                      |
| 4004   | Euronews.it IN DIRETTA                  | Notizie                                          |
| 4005   | Film Top - Rakuten TV                   | Film                                             |
| 4007   | DeAPlanet Kids                          | Bambini                                          |
| 4060   | DMAX                                    | Factual                                          |
| 4062   | Sony One Shark Tank                     | Programma Tv                                     |
| 4067   | Nove                                    | Generalista                                      |
| 4068   | Catfish                                 | Programma Tv                                     |
| 4069   | Real Time                               | Factual                                          |
| 4070   | Pluto TV Reality                        | Reality                                          |
| 4072   | Pluto TV Real Life                      | Factual                                          |
| 4076   | U-Trend                                 | Docu-Factual                                     |
| 4163   | Mudù - Risate dal Sud                   | Sketch Comici e Sitcom di Uccio De Santis        |
| 4167   | FailArmy                                | Video Comici,Errori                              |
| 4169   | The Pet Collective                      | Animali                                          |
| 4171   | People Are Awesome                      | Abilità fisica, forza                            |
| 4173   | Just for Laughs                         | Candid camera                                    |
| 4186   | Bleach                                  | Manga                                            |
| 4188   | Teen Vee                                | Anime                                            |
| 4192   | City Hunter                             | Anime                                            |
| 4194   | Yu-Gi-Oh!                               | Anime                                            |
| 4195   | Loo Loo Kids                            | Cartone animato                                  |
| 4196   | Inazuma Eleven Collection               | Anime                                            |
| 4205   | Fashion TV                              | Moda                                             |
| 4207   | 5-Minuti Creativi                       | Fai da te,Tutorial                               |
| 4209   | Falò                                    | Video loop di un Falò                            |
| 4231   | Discovery Channel                       | Documentari                                      |
| 4233   | BBC Drama                               | Dramma, serie tv                                 |
| 4235   | Pluto TV Serie                          | Serie TV                                         |
| 4239   | Cedar Cove - La Serie completa          | Serie Televisiva                                 |
| 4241   | Andromeda                               | Serie televisiva                                 |
| 4243   | Doctor Who                              | Serie tv                                         |
| 4245   | Baywatch                                | Serie televisiva                                 |
| 4247   | Mutant X                                | Serie tv                                         |
| 4249   | Relic Hunter                            | Serie tv                                         |
| 4251   | Autostop per il cielo                   | Serie tv                                         |
| 4253   | Martial Universe - La Serie Completa    | Serie tv                                         |
| 4254   | Sony One Popolari                       | Serie tv di Sony                                 |
| 4255   | Sony One Serie da Ridere                | Serie tv di Sony                                 |
| 4256   | Sony One Serie Thriller                 | Serie tv di Sony                                 |
| 4266   | Sweet Revenge                           | Serie tv                                         |
| 4268   | Anche i ricchi piangono                 | Telenovela                                       |
| 4291   | Giallo                                  | Serie tv Gialli                                  |
| 4293   | Serie Crime - Rakuten TV                | Serie tv crime                                   |
| 4297   | True Crime                              | True crime (Genere)                              |
| 4299   | Storie Criminali                        | True crime (genere)                              |
| 4301   | DATELINE 24/7                           | Notizie                                          |
| 4303   | Wolff - La Serie Completa               | Serie tv                                         |
| 4307   | Hannibal                                | Serie tv                                         |
| 4411   | wedotv Big Stories                      | Storie, Racconti                                 |
| 4414   | 80 anni - 2a Guerra Mondiale            | Storia                                           |
| 4415   | Gli immortali - Van Damme vs Lundgren   | Film                                             |
| 4487   | BBC Earth                               | Documentari Natura                               |
| 4489   | WildEarth                               | Documentari Natura                               |
| 4499   | Love the Planet                         | Documentari Natura                               |
| 4501   | WaterBearer                             | Bear, Orsi                                       |
| 4513   | Hell's Kitchen                          | Programma Tv                                     |
| 4515   | A Tavola                                | Cucina, Ricette                                  |
| 4516   | Gambero Rosso                           | Cucina, Ricette                                  |
| 4517   | Viaggi&Sapori                           | Documentari Cucina                               |
| 4521   | Food Network                            | Cucina, Ricetta                                  |
| 4525   | HGTV                                    | Case, Costruzioni.                               |
| 4527   | Brindiamo!                              | Cucina italiana nel mondo                        |
| 4551   | LA7                                     | Talk politici & informazione                     |
| 4555   | Giornale Radio TV                       | News, Talk, VisualRadio                          |
| 4556   | Urania News                             | informazione avvocati                            |
| 4557   | 3BMeteo                                 | Meteo in Italia video loop                       |
| 4559   | Sky News International                  | Notizie in inglese                               |
| 4563   | France 24 FAST                          | Notizie in Francese                              |
| 4565   | TV5 Monde Info                          | Programmi Tv in Francese                         |
| 4567   | CNN Headlines                           | Notizie in lingua inglese                        |
| 4569   | CNBC                                    | Notizie economia in inglese                      |
| 4570   | NBC News NOW                            | Notizie in lingua inglese                        |
| 4571   | Bloomberg TV+                           | Notizie economia in inglese                      |
| 4615   | Salto Ostacoli                          | Cavalli percorsi a Ostacoli                      |
| 4619   | Italian Fishing TV                      | Attività di pesca                                |
| 4623   | Sailing Channel                         | Yacht                                            |
| 4625   | Golf Channel                            | Golf                                             |
| 4631   | FIFA+                                   | Calcio                                           |
| 4633   | SoloCalcio                              | Calcio                                           |
| 4635   | Sportitalia                             | Sport & Talk Sportivi                            |
| 4637   | RBN                                     | RadioVisione non ufficiale Juve                  |
| 4656   | Motor Trend                             | Tematico mezzi di trasporto                      |
| 4658   | Top Gear                                | Programma televisivo, BBC.                       |
| 4662   | Motoretrò                               | Auto e moto storiche                             |
| 4673   | The Boat Show                           | Boat                                             |
| 4675   | World Poker Tour                        | Gioco del Poker                                  |
| 4677   | Move - Sportivi in viaggio              | Arrampicate                                      |
| 4678   | Adventure Sports TV                     | Adventure                                        |
| 4679   | SportOutdoor.tv                         | Outdoor                                          |
| 4682   | Vevo POP                                | Musica POP                                       |
| 4684   | Vevo '70 & '80                          | Musica anni '70 &'80                             |
| 4686   | Vevo '90 & '00s                         | Musica anni '90 & 2000                           |
| 4705   | Trace Urban                             | Canale Musicale                                  |
| 4707   | Trace Latina                            | Canale Musicale Latino                           |
| 4723   | K-POP bt CJ ENM                         | Musica K-pop                                     |
| 4740   | Cool Summer Channel                     | Musica estiva                                    |
| 4742   | Radio Italia Trend TV                   | Musica Italiana tendenza                         |
| 4744   | 70-80.it                                | Musica anni '70 & '80                            |
| 4746   | Rock TV                                 | Musica Rock                                      |
| 4748   | Hip Hop TV                              | Musica Hip-Hop                                   |
| 4751   | SMTOWN                                  | Gruppo K-Pop                                     |
| 4764   | Deluxe Lounge HD                        | Musica Lounge                                    |
| 4772   | Teletubbies                             | Programma per bambini                            |
| 4774   | CAR CITY ADVENTURE                      | Cartone Animato                                  |
| 4776   | duckTV                                  | Programma per bambini                            |
| 4780   | Pocoyo                                  | Cartone Animato                                  |
| 4798   | Frisbee                                 | Cartoni Animati                                  |
| 4800   | K2                                      | Cartoni Animati                                  |
| 4802   | SuperToons TV                           | Cartoni Animati                                  |
| 4817   | Mr Bean Animated                        | Mr. Bean                                         |
| 4819   | Video Game Heroes                       | Cartoni Animati                                  |
| 4821   | Sonic the Hedgehog                      | Cartone animato                                  |
| 4830   | Super! POP                              | Cartoni Animati                                  |
| 4832   | Super! ICarly                           | sere tv ICarly                                   |
| 4834   | Super! SpongeBob                        | serie tv animata                                 |
| 4848   | Family - Rakuten TV                     | Film per famiglie                                |
| 4868   | Comicità piccante                       | Commedia sexy all'italiana                       |
| 4870   | Alberto Sordi & Co.                     | Film di Alberto Sordi ed altri.                  |
| 4871   | CG Grandi Film: Bollenti Spiriti & Co.  | Commedia sexy all'italiana                       |
| 4872   | Grandi Nomi                             | Film.                                            |
| 4873   | CineMadame                              | Film.                                            |
| 4876   | Pluto TV Film                           | Film                                             |
| 4880   | Brividy Cinema                          | Film Horror                                      |
| 4894   | Film Al Femminile - Wedo Movies         | Film a tema femminile                            |
| 4896   | Romance - Rakuten TV                    | Film romatici                                    |
| 4898   | Pluto TV Film Romantici                 | Film Romantici                                   |
| 4900   | Romantica                               | Web Tv tematica Film Romantici                   |
| 4902   | VelVet                                  | Film con protagoniste donne                      |
| 4905   | Smile                                   | Film tematici comici                             |
| 4907   | Sony One Film divertenti                | Film Sony Pictures - comici e divertento         |
| 4908   | Cinemalizia                             | Commedia sexy all'italiana                       |
| 4909   | Risate Cult 80                          | Film cult comici anni '80                        |
| 4913   | Commedia - Rakuten TV                   | Film commedia da Rakuten TV                      |
| 4915   | Pluto TV Film Commedia                  | Film commedia da Pluto TV                        |
| 4925   | CineWestern                             | Film di genere tematico Western                  |
| 4927   | Grjngo - Film Western                   | Film tematici genere Western                     |
| 4929   | Western Time                            | Film tematici genere Western                     |
| 4939   | Trailers                                | Trailer promo dei film e interviste              |
| 4942   | Film Asiatici - Rakuten TV              | Film tematici provenienza Asia                   |
| 4944   | I Bellissimi - Film by Cinema Excelsior | Canale Film cult catalogo: Cinema Excelsior      |
| 4947   | Fantascienza - Rakuten TV               | Film di fantascienza catalogo Rakuten TV         |
| 4949   | Action Movie Channel                    | Film d'azione.                                   |
| 4951   | Shark Zone                              | Film tematici sugli squali in attacco            |
| 4963   | Alta Tensione                           | Film ad alta tensione (Azione)                   |
| 4965   | Cine Thriller                           | Film Thriller.                                   |
| 4974   | Crime Time                              | Film su Crimini                                  |
| 4991   | Duri a morire                           | Film con protagonisti attori in film d'azione    |
| 4993   | Adrenaline Movies                       | Film tematici "adrenalinici" (Azione, avventura) |
| 4995   | Pluto TV Film Azione                    | Film d'azione dal catalogo Rakuten TV.           |
| 4997   | Sony One Film d'azione                  | Film d'azione dal catalogo Sony Pictures.        |
| 4998   | Dramma - Rakuten TV                     | Film drammatici dal catalogo Rakuten TV.         |
| 4999   | Film d'azione - Rakuten TV              | Film d'azione dal catalogo Rakuten TV.           |

```
Tabella aggiornata a:  Luglio 2025
```